# Kirche von Honningsvåg

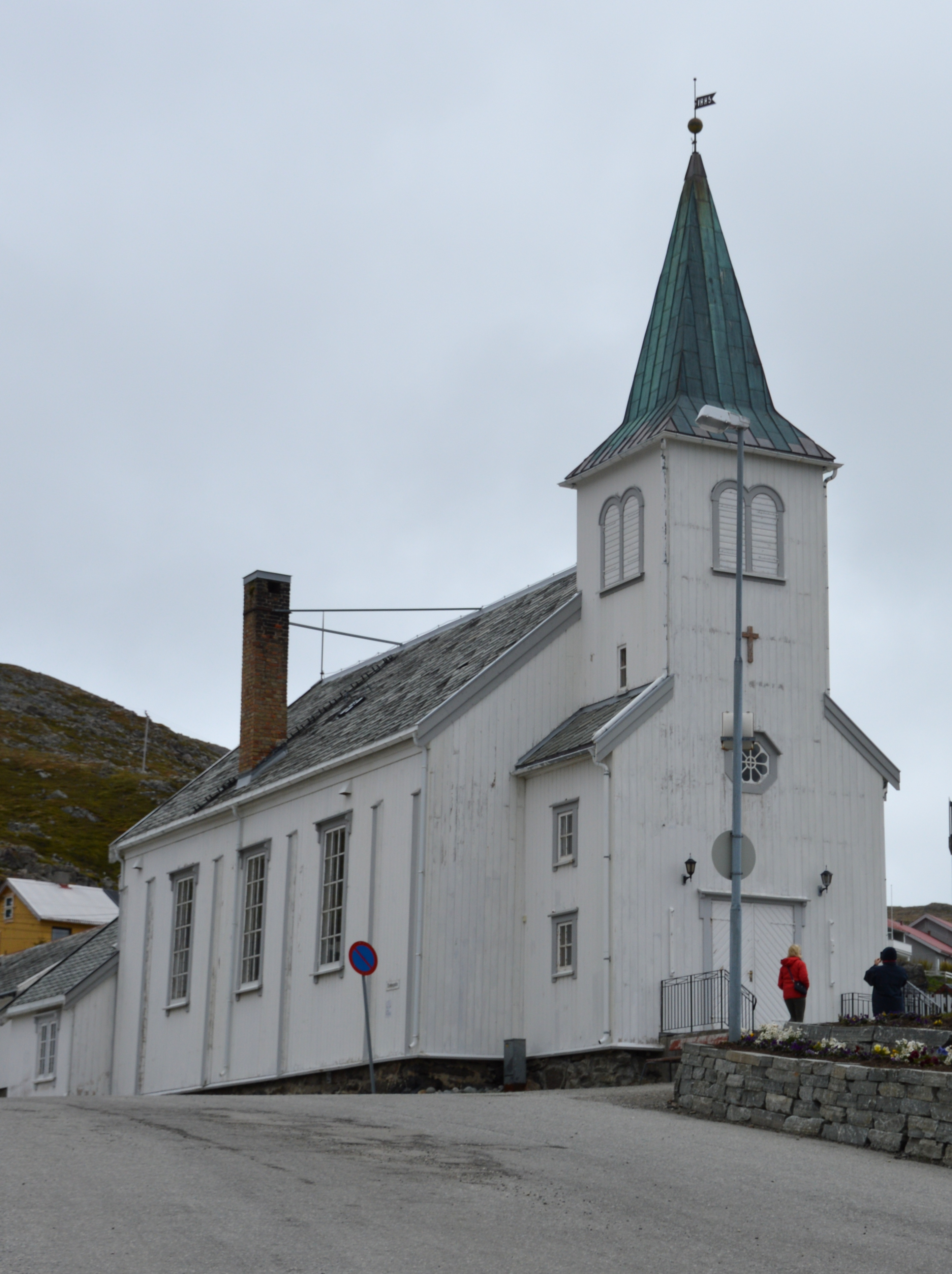
Kirche von Honningsvåg

Die Kirche von Honningsvåg ist eine Kirche der evangelisch-lutherischen Norwegischen Kirche in der Stadt Honningsvåg, dem Hauptort der Kommune Nordkapp. Sie liegt in der Innenstadt von Honningsvåg an der Kirkgata.

## Architektur und Geschichte

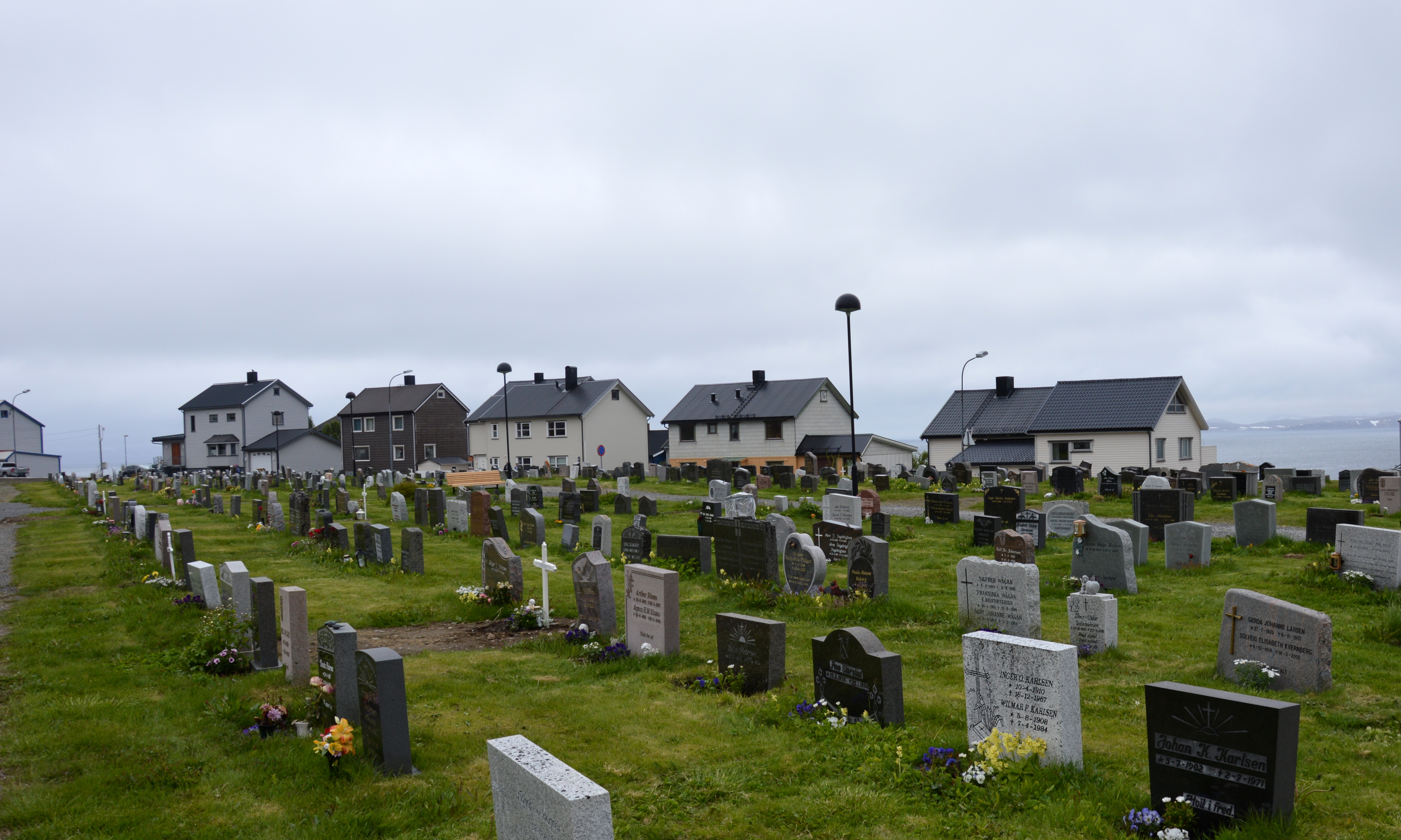
Friedhof an der Kirche

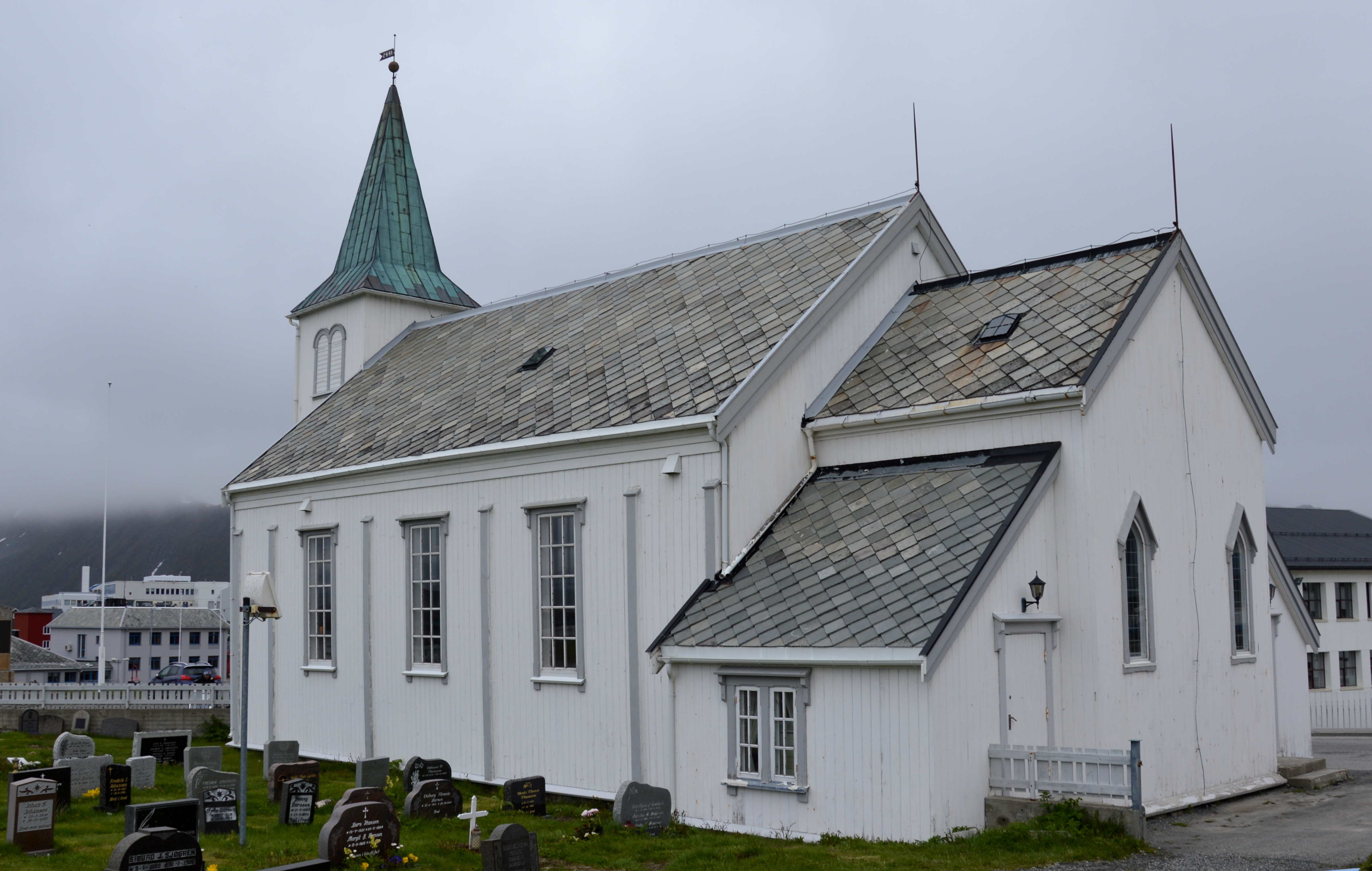
Blick von Südosten

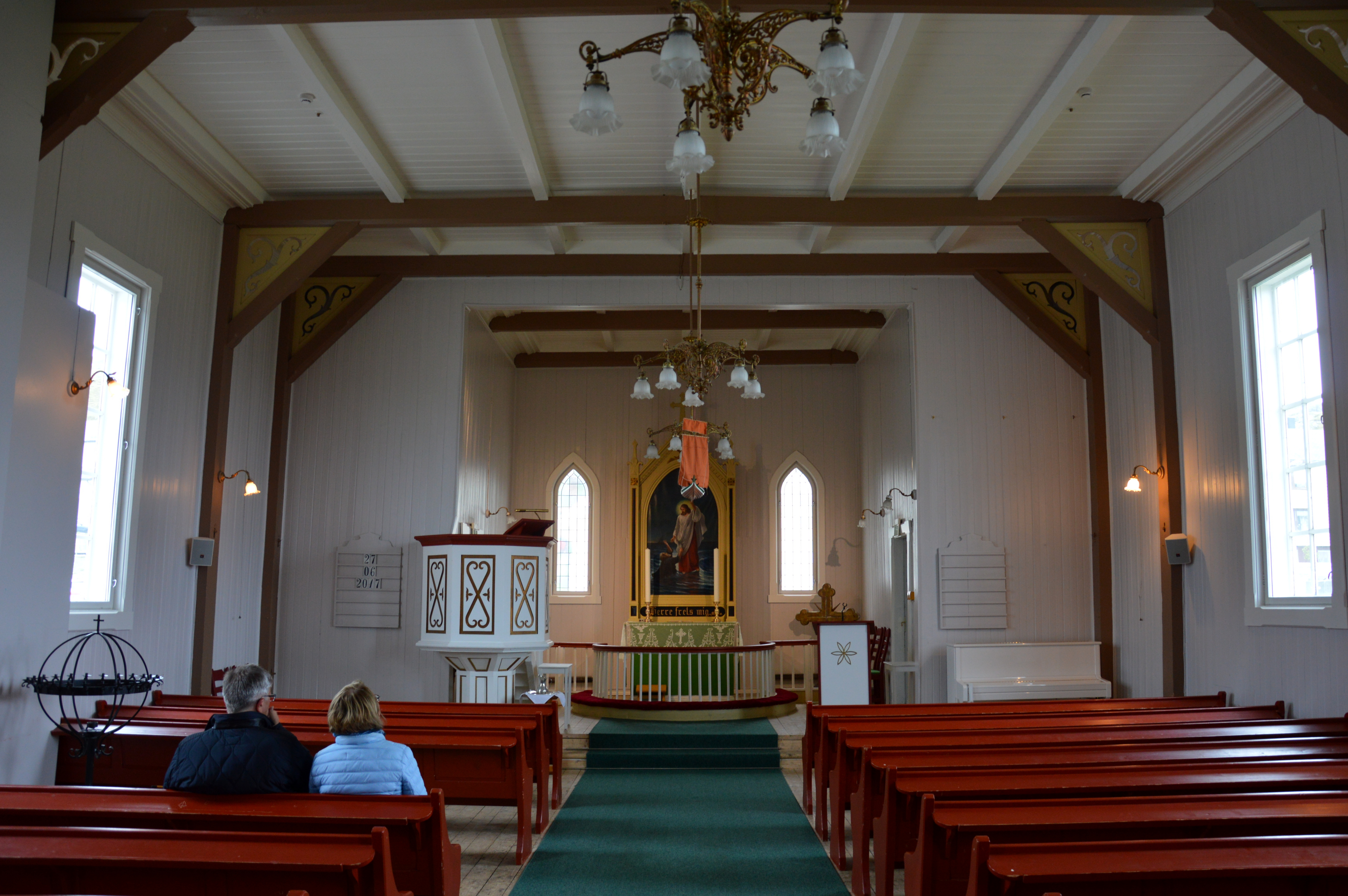
Blick zum Altar

Die ursprüngliche Kirche der Region in Kjelvik wurde im Jahr 1882 bei einem Orkan zerstört. Der Neubau einer Kirche sollte an einem besser erreichbaren Ort erfolgen. In der näheren Auswahl waren Sarnes und Honningsvåg, wobei letzterer Ort auf Grund seines Hafens und der günstigeren Lage ausgewählt wurde.
Ein Projekt des Architekten Jacob Wilhelm Nordan sah zunächst ein Langschiff mit 210 Plätzen vor. Der Gemeinderat zog jedoch eine größere Kirche mit 400 Plätzen vor wegen der damals etwa 800 auswärtigen Fischer, die saisonal die Gemeinde besuchten. Letztlich beschloss man den Bau einer einschiffigen Kirche mit 255 Plätzen im Stil der Neogotik. Als Baumeister war Ditlev Gunnerus Evjen tätig. Die Einweihung fand am 22. Oktober 1885 durch Propst Balke aus Karasjok statt. 1910 wurde der Friedhof eingeweiht, der 1930 eine Erweiterung erfuhr.
Das Inventar der Kirche geht zu einem großen Teil auf Stiftungen des örtlichen Bibelvereins zurück. Er stiftete auch das 1913 aufgestellte, von Conrad Valenius geschaffene Altarbild. Es zeigt die Rettung des untergehenden Petrus (Mt 14,30 ).
Während des Zweiten Weltkriegs setzte die deutsche Seite im Zuge des Unternehmens Nordlicht unter anderem auch die zwangsweise Evakuierung der Bevölkerung und die vollständige Zerstörung Honningsvågs zwischen dem 13. November und 23. Dezember 1944 vor dem Hintergrund der Politik der Verbrannten Erde durch. Als einzige Gebäude des Orts wurden die Kirche und die Friedhofskapelle verschont, die Kirche ist daher das älteste Gebäude der Stadt. Der in den Jahren 1943/44 tätige Pfarrer Ola Røkke setzte sich für die Verschonung der Kirche ein. Der religiös eingestellte deutsche Ortskommandant Hebsacker widersetzte sich letztlich dem Zerstörungsbefehl und ordnete die Verschonung der Kirche an.
Die ersten Rückkehrer im Juni 1945 fanden allein die Kirche von Honningsvåg unzerstört vor. Sie diente ab dem 12. Juni 1945 als erste Unterkunft, zunächst für fünf, dann mehr Personen. Schlafplätze waren sowohl im Kirchenschiff als auch auf dem Dachboden eingerichtet. Sie wurde auch als provisorische Küche, Werkstatt und Lager genutzt. Außerdem wurde eine Bäckerei eingerichtet. Nachdem erste Baracken aufgebaut worden waren, diente die Kirche erst als Speiseraum für die Bauarbeiter, dann ab Weihnachten 1945 wieder ihrem eigentlichen Zweck.
1953 wurde vor der Kirche der Bautastein Honningsvåg zum Gedenken an die Toten der Gemeinde des Zweiten Weltkriegs errichtet. 1978/79 erfolgte eine Restaurierung der Kirche. Zum 100. Jubiläum der Kirche schenkte der norwegische König Olav V. der Gemeinde zwei Kerzenleuchter aus Kristall.